# (14335) Alexosipov
(14335) Alexosipov (1981 RR3) – planetoida z pasa głównego asteroid okrążająca Słońce w ciągu 3,34 lat w średniej odległości 2,23 j.a. Odkryta 3 września 1981 roku.